# Franz Reingruber
Franz Reingruber (geboren am 25. September 1921; gestorben am 22. Oktober 1943 in Wien) war ein österreichischer Elektromechaniker und Widerstandskämpfer gegen den Nationalsozialismus. Er wurde von der NS-Justiz zum Tode verurteilt und im Wiener Landesgericht hingerichtet.

## Leben und Werk
Reingruber war ein Einzelkind und verlor seinen Vater schon früh. Nach dem Besuch von Volks- und Hauptschule absolvierte er einen einjährigen Lehrkurs und wurde im Alter von 15 Jahren als Maschinenschlosser-Lehrling eingestellt. Nach der Freisprechung arbeitete er in derselben Firma als Monteuranwärter weiter und besuchte einen Werkmeister-Abendkurs. 
Politisch war Reingruber im Kommunistischen Jugendverband Österreichs (KJVÖ) engagiert. Er trat im Auftrag des KJVÖ in die Hitlerjugend (HJ) ein und wurde dort bald Schulungsleiter mit hohem Ansehen innerhalb seines Bannes (so hieß die Grundeinheit der HJ). „Sein Einfluß war so groß, daß nach seiner Verhaftung diese Gruppe von seiten der NSDAP aufgelöst werden mußte, weil sich eine Opposition gebildet hatte, die für Reingruber Stellung bezog.“ 1941 gründete er – gemeinsam mit den später ebenfalls hingerichteten Genossen Elfriede Hartmann, Felix Imre, Walter Kämpf, Friedrich Mastny u. a. – die KJVÖ-Gruppe Der Soldatenrat und stellte illegale Zeitungen, Streuzettel und kommunistische Flugblätter her. Auch beteiligte er sich an Briefaktionen für Frontsoldaten. 
Er wurde am 9. Juli 1941 verhaftet und von der Gestapo schwer gefoltert. Am 23. September 1943 wurde Reingruber wegen „Vorbereitung zum Hochverrat“ und „Feindbegünstigung“ vom Volksgerichtshof in Krems an der Donau zum Tode verurteilt. In der Haft führte er ein Tagebuch, das erhalten geblieben ist. Darin wollte er seinen Gedanken „freien Lauf“ lassen und „alles ungezwungen aufschreiben“, was ihm „Freude und Leid bereitete“. Jeweils am 1. Mai der Jahre 1942 und 1943 organisierte Reingruber gemeinsam mit verhafteten Genossen kleine Feierstunden im Wiener Landesgericht. Am 1. Mai 1942 verweigerten er und Gleichgesinnte die Arbeitsaufnahme und sangen im Rahmen einer Feierstunde nach einer Ansprache das Lied der Arbeit und die Internationale. Am 1. Mai 1943 hielt Reingruber von seinem Gefängnisfenster aus über den Hof hinweg eine Rede, in der er unter anderem den Tag der Arbeit und die „unbesiegbare Rote Armee“ hochleben ließ.
Seine Hinrichtung durch das Fallbeil erfolgte vier Wochen nach der Verhandlung,  gemeinsam mit dem Handelsangestellten Anton Mayer (geb. 1923), dem Schlosser Johann Neubauer (1920–1943), sowie drei weiteren politischen Häftlingen des NS-Regimes.

## Gedenken

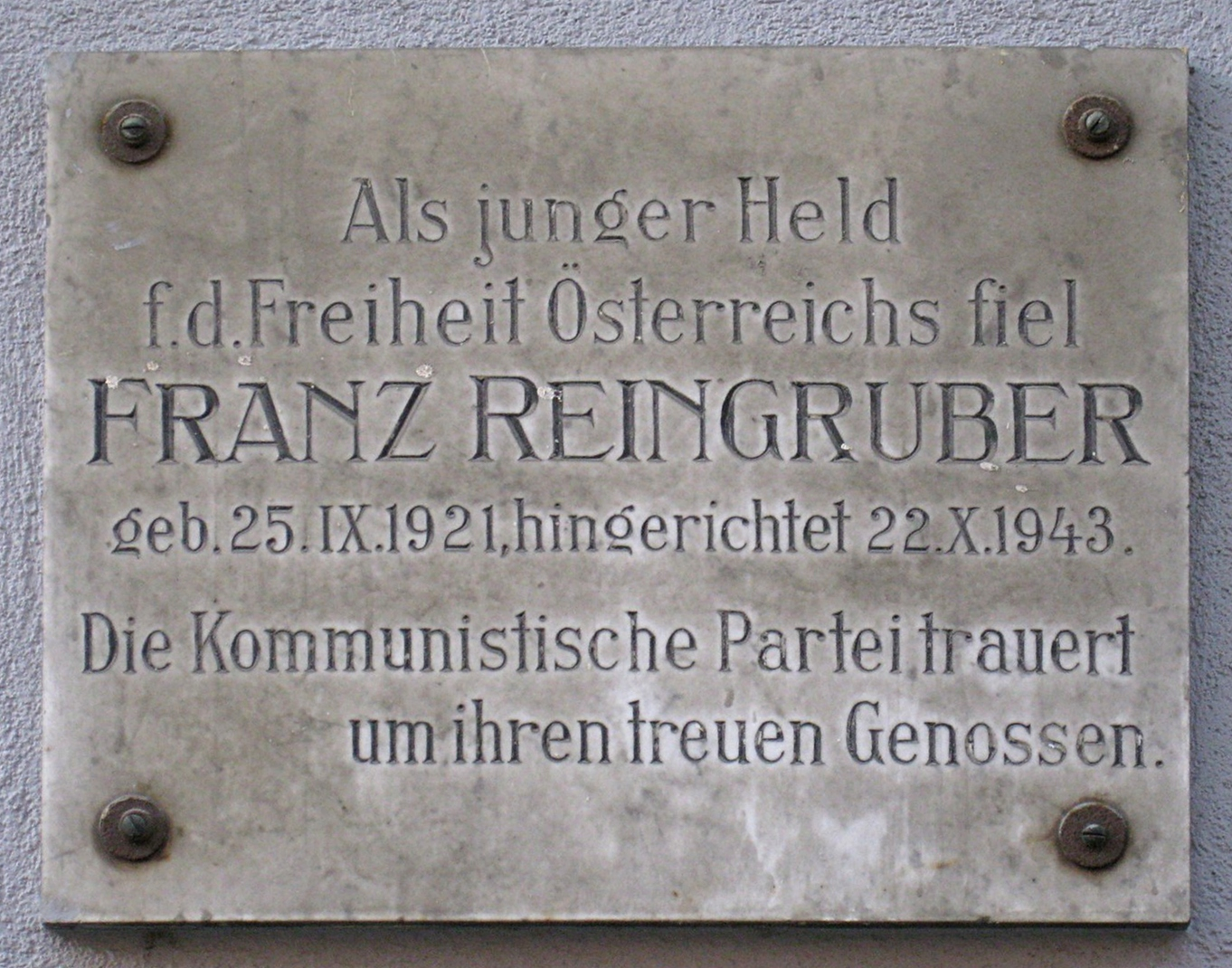
Gedenktafel am Haus Randhartingergasse 14

An Reingruber erinnert eine Gedenktafel am Haus Randhartingergasse 14 in Wien-Favoriten. Reingrubers Name findet sich auch auf der Gedenktafel im ehemaligen Hinrichtungsraum des Wiener Landesgerichts.  Er ist in der Schachtgräberanlage der Gruppe 40 (Reihe 26/Grab 192) des Wiener Zentralfriedhofes bestattet. 
In einer Glasvitrine der Dauerausstellung des Dokumentationsarchivs des österreichischen Widerstandes befinden sich mehrere Objekte Reingrubers, darunter sein Tagebuch und ein letzter Brief, die beide aus dem Gefängnis geschmuggelt wurden.